# Mariano Mores
Mariano Mores, właśc. Mariano Alberto Martinez (ur. 18 lutego 1918 w Buenos Aires, zm. 13 kwietnia 2016 tamże) – argentyński kompozytor i pianista tanga argentyńskiego.

## Życiorys
Rozpoczął karierę w wieku 14 lat w Café Vicente na bulwarze Corrientes Avenue. Uczył się muzyki poważnej w konserwatorium D´Andrea w Lanús. Grał i dyrygował w orkiestrze Roberto Firpo. Stworzył Trio Mores z siostrami Margot i Myrną. W 1938 napisał muzykę do filmu Senderos de Santa Fe. Był pianistą w orkiestrze Francisco Canaro od 1939 roku. W 1948 odszedł i założył własną orkiestrę. Razem z Enrique Santos Discépolo, napisał klasyczne tanga Uno (1943), Sin palabras (1946) oraz Cafetín de Buenos Aires (1948). Mores i Jose Maria Contursi napisali En esta tarde Gris (1941), Tu piel de jazmín (1941), Gricel (1942) oraz Cristal (1944). Tango Gricel jest zadedykowane kobiecie, którą kochał przez 4 dekady. Był współautorem tanga La Calesita (1953) oraz El Patio de la Morocha (1951) z Cátulo Castillo, Una lágrima tuya (1949) z Homero Manzi oraz Cuartito Azul (1939) z Mario Battistella. Jego jednym z klasycznych tang jest El firulete opisujące ruch tancerzy w tangu.